# Benjamin Alard

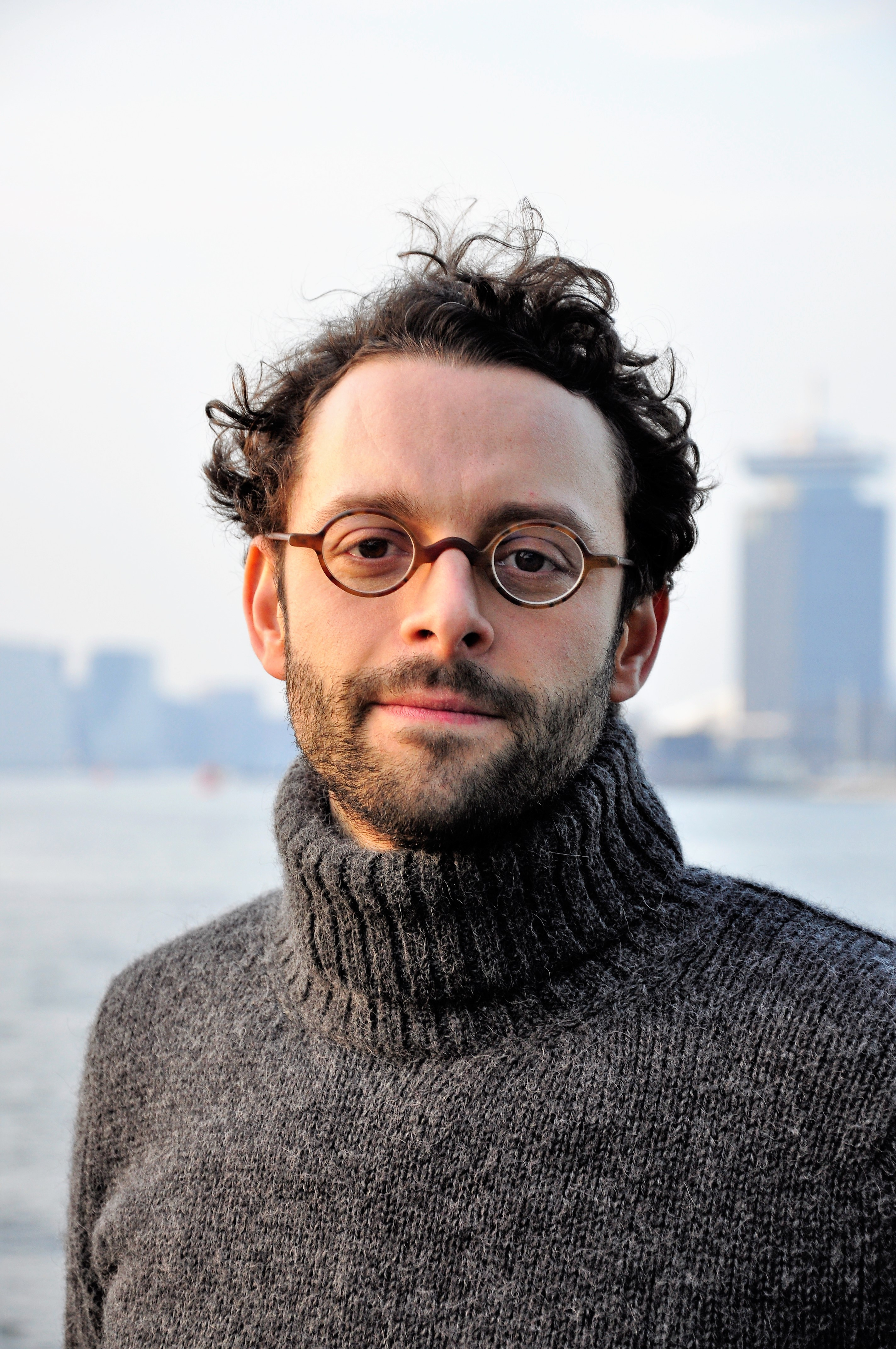
Benjamin Alard (2017)

Benjamin Alard (* 13. Juli 1985 in Rouen) ist ein französischer Cembalist und Organist.

## Leben
Alard studierte Orgel bei Louis Thiry und François Ménissier am Conservatoire National de Région de Rouen sowie Cembalo bei Elisabeth Joyé. Sein spezielles Interesse für Alte Musik führte ihn an die Schola Cantorum Basiliensis. Dort studierte er bei Jean-Claude Zehnder Orgel und bei Andrea Marcon Cembalo. Sein Diplom verlieh ihm die Jury unter Gustav Leonhardt. Alard ist seit 2005 Organist an der Aubertin-Orgel zu St-Louis-en-l’Île in Paris.
Als Interpret auf dem Cembalo ebenso wie an der Orgel wird Alard zu bedeutenden Festivals und Spielstätten eingeladen. Zu diesen gehören La Folle Journée de Nantes, Festival de Saintes, Festival Radio-France de Montpellier, Utrecht Festival Oude Muziek, Festival Alte Musik Zürich, Internationales Bachfest Schaffhausen, Bach-Festival Istanbul, des Weiteren Théâtre des Champs-Élysées und Cité de la musique Paris, Centre de musique baroque de Versailles, Flagey sowie BOZAR in Brüssel, Villa Medici in Rom, Auditori de Barcelona, Hofkirche Dresden, Freiberger Dom.
Er wirkt auch mit führenden Alte-Musik-Ensembles zusammen. Dazu zählen unter anderen La Petite Bande (Leitung Sigiswald Kuijken), Capriccio Stravagante (Leitung Skip Sempé), Venice Baroque Orchestra (Leitung Andrea Marcon) und Il Gardellino (Leitung Marcel Ponseele).
Alards CD-Aufnahmen wurden insgesamt von der Kritik sehr positiv aufgenommen. Einen Schwerpunkt bilden die Werke von Johann Sebastian Bach. 2008 spielte er dessen Triosonaten für Orgel und 2009 und 2010 die ersten beiden Teile der Clavierübung ein. 2013 übernahm Alard für einige Projekte wie die Orgelkonzerte von Georg Friedrich Händel und einige Bachkantaten die Leitung des Barock-Ensembles La Petite Bande. Seit 2018 erscheinen Aufnahmen aller Werke Johann Sebastian Bachs für Tasteninstrumente (Orgel, Cembalo und Clavichord) in chronologischer Reihenfolge bei der Harmonia Mundi. Nach den frühen Werken der Jahre 1699–1705 aus Ohrdruf, Lüneburg und Arnstadt (Vol. 1) folgten Werke aus der Zeit in Mühlhausen und Weimar unter norddeutschem (Vol. 2), französischem (Vol. 3) und italienischem Einfluss (Vol. 4) sowie weitere Werke aus der Weimarer Zeit (1708–1717) (Vol. 5). Der Köthener Zeit (1717–1723) widmeten sich die Einspielungen des Klavierbüchleins für Wilhelm Friedemann Bach, des Wohltemperierten Claviers I (Vol. 6) und des Orgelbüchleins (Vol. 7) sowie von Werken für Maria Barbara wie die Inventionen und Sinfonien und die Französischen Suiten (Vol. 8).

## Auszeichnungen und Preise
- 2004: 1. Preis und Publikumspreis Internationaler Cembalo-Wettbewerb in Brügge[3]
- 2006: „Déclic“-Preisträger[4]
- 2007: 1. Preis Gottfried-Silbermann-Orgelwettbewerb in Freiberg[5]
- 2007: Lauréat Juventus in Cambrai[4]

## Diskografie
- 2006: Das Andreas-Bach-Buch. Hortus 045[6]
- 2007: Benjamin Alard joue J.S.Bach: Transcriptions pour clavecin. (Bach: Cembalo-Transkriptionen.) Hortus 050[7]
- 2008: Manuscrit Bauyn. Werke von Frescobaldi, Froberger, Rossi, Louis Couperin. Hortus 065
- 2009: Musique française des XVIIe et XVIIIe siècles. (Französische Musik des 17. und 18. Jahrhunderts.) Hortus 076
- 2009: Johann Sebastian Bach: Sonate a 2 Clav. & Pedal, BWV 525–530. Alpha 152[8]
- 2010: Johann Sebastian Bach: Clavier Übung I. Alpha 157[9]
- 2011: Johann Sebastian Bach: Clavier Übung II. Alpha 180[10]
- 2011: Johann Sebastian Bach: Sei Suonate a Violino solo & Cembalo concertato. (Sonaten für Violine & obligates Cembalo, BWV 1014–1019.) Mit François Fernandez (Violine) und Philippe Pierlot (Viola da Gamba). Flora 1909.
- 2018: Johann Sebastian Bach: The Complete Works For Keyboard 1: The Young Heir. 3 CD. Harmonia Mundi, HMM 902450.52.
- 2019: Johann Sebastian Bach: The Complete Works For Keyboard 2: Towards The North. 4 CD. Harmonia Mundi, HMM 902453.56.
- 2020: Johann Sebastian Bach: The Complete Works For Keyboard 3: In The French Style. 3 CD. Harmonia Mundi, HMM 902457.59.
- 2021: Johann Sebastian Bach: The Complete Works For Keyboard 4: Alla Veneziana – Concerti Italiani. 3 CD. Harmonia Mundi, HMM 902460.62.
- 2021: Johann Sebastian Bach: The Complete Works For Keyboard 5: Weimar 1708–1717 – Toccatas & Fugues. 3 CD. Harmonia Mundi, HMM 902463.65.
- 2022: Johann Sebastian Bach: The Complete Works For Keyboard 6: Das Wohltemperierte Klavier (1). 3 CD. Harmonia Mundi, HMM 902466.68.
- 2022: Johann Sebastian Bach: The Complete Works For Keyboard 7: Orgelbüchlein. 2 CD. Harmonia Mundi, HMM 902498.99.
- 2023: Johann Sebastian Bach: The Complete Works For Keyboard 8: Köthen 1717–1723 – For Maria Barbara. 3 CD. Harmonia Mundi, HMM 902469.71[11]